# Dichtheitssatz von Borel
Der Dichtheitssatz von Borel (engl.: Borel density theorem) ist ein Lehrsatz der Mathematik, der Gitter in algebraischen Gruppen, wie zum Beispiel {\displaystyle SL(n,\mathbb {Z} )} in {\displaystyle SL(n,\mathbb {R} )}, charakterisiert.
Er besagt, dass jede auf einem Gitter {\displaystyle \Gamma \subset G} verschwindende polynomielle Funktion auf der gesamten algebraischen Gruppe {\displaystyle G} identisch 0 sein muss.

## Satz
Sei {\displaystyle G} eine zusammenhängende halbeinfache {\displaystyle \mathbb {R} }-algebraische Gruppe ohne kompakten Faktor, und sei {\displaystyle \Gamma \subset G} ein Gitter in {\displaystyle G}. 
Dann ist {\displaystyle \Gamma } Zariski-dicht in {\displaystyle G}.

## Anwendungen
Im Folgenden setzen wir voraus, dass {\displaystyle G} und {\displaystyle \Gamma } die Voraussetzungen des Dichtheitssatzes erfüllen.
- Wenn {\displaystyle \phi \colon G\to GL(m,\mathbb {R} )} eine irreduzible polynominelle Darstellung von {\displaystyle G} ist, dann ist die Einschränkung von {\displaystyle \phi } auf {\displaystyle \Gamma } ebenfalls eine irreduzible Darstellung.
- Wenn eine zusammenhängende, abgeschlossene Untergruppe {\displaystyle H\subset G} von {\displaystyle \Gamma } normalisiert wird, dann ist sie ein Normalteiler von {\displaystyle G}.
- Der Zentralisator von {\displaystyle \Gamma } in {\displaystyle G} ist das Zentrum {\displaystyle Z(G)} von {\displaystyle G}.
- Jeder endliche Normalteiler von {\displaystyle \Gamma } ist in {\displaystyle Z(G)} enthalten.
- {\displaystyle \Gamma } ist eine Untergruppe von endliche  Index in seinem Normalisator.
- Es gibt eine Zerlegung {\displaystyle G=G_{1}\times \ldots \times G_{r}}, so dass {\displaystyle \Gamma _{i}=\Gamma \cap G_{i}} ein irreduzibles Gitter in {\displaystyle G_{i}} und {\displaystyle \Gamma _{1}\times \ldots \times \Gamma _{r}} mit {\displaystyle \Gamma } kommensurabel ist.
- Für polynomiale Funktionen {\displaystyle Q\in \mathbb {R} \left[x_{11},\ldots ,x_{nn}\right]} auf {\displaystyle Mat(n\times ,n,\mathbb {R} )} gilt:

{\displaystyle Q(\Gamma )=0\Longrightarrow Q(G)=0.}